# Новосёловка (Славянский район)
Новосёловка (укр. Новоселівка; до 17 марта 2016 г. — Красноарме́йское) — село в Черкасской поселковой общине Краматорского района Донецкой области, Украины.

## Общие сведения
Население по переписи 2001 года составляло 861 человек. Почтовый индекс — 84174. Телефонный код — 626.

## Географическое положение
Расположено на правом берегу р. Сухой Торец. Через село проходит автодорога Краматорск — Барвенково. Расстояние от Краматорска — 10,9 км. Фактически является пригородным посёлком.

## Экономика
Есть фермерские и крестьянские фермерские хозяйства, хлебопекарня, маслоцех. Село газифицировано.

## Социальная сфера
В селе расположены следующие объекты социальной сферы:
- Магазин;
- Клуб;
- Школа;
- Детский сад.

## Достопримечательности
В 2 км от села в сторону Краматорска находится гора Карачун (Чёрный Карачун). На Карачуне установлена телевизионная башня. Северный склон горы, круто обрывающийся в долину р. Казённый Торец, используют дельтапланеристы и парапланеристы из-за наличия постоянных сильных вертикальных потоков воздуха.

## Местная власть
84162, Донецкая область, Краматорский район, пгт Черкасское, ул. Ясная, 3.